# Cantonul Cadours
Cantonul Cadours este un canton din arondismentul Toulouse, departamentul Haute-Garonne, regiunea Midi-Pyrénées, Franța.

## Comune
- Bellegarde-Sainte-Marie
- Bellesserre
- Brignemont
- Cabanac-Séguenville
- Cadours (reședință)
- Le Castéra
- Caubiac
- Cox
- Drudas
- Garac
- Le Grès
- Lagraulet-Saint-Nicolas
- Laréole
- Pelleport
- Puysségur
- Vignaux